# Vương triều thứ Hai Mươi Chín của Ai Cập
Vương triều thứ Hai Mươi Chín của Ai Cập (Vương triều thứ 29) được pharaon Nepherites I sáng lập (theo một thông tin được ghi chép và bảo quản trong một mảnh giấy cói ở Bảo tàng Brooklyn) ông ta sáng lập bằng cách đánh bại Amyrtaeus trong một trận chiến công khai, và sau đó đã giết chết ông ta ở Memphis. Nepherites là thủ đô của vương quốc ở Mendes. vương triều này tồn tại trong một khoảng thời gian khá ngắn, thường được xem là một phần của Thời kỳ Hậu nguyên.

## Pharaon
| Tên vua         | Trị vì        |
| --------------- | ------------- |
| Nepherites I    | 398 - 393 TCN |
| Psammuthes      | 393 TCN       |
| Hakor (Achoris) | 393 - 380 TCN |
| Nepherites II   | 380 TCN       |

Psammuthes bị lật đổ bởi Hakor, người tự tuyên bố mình là cháu trai của Nepherites I. Ông đã thành công trong việc triển khai chiến tranh chống lại Vương quốc Achaemenes đang cố gắng chiếm lấy Ai Cập và từ cuộc nổi loạn của vua Síp, Evagoras. Con trai ông, Nepherites II đã trở thành vua sau cái chết của ông, vị vua trẻ Nepherites đã không thể giữ ngai vàng của mình chỉ trong thời gian ngắn và bị sụp đổ.